# Velryba

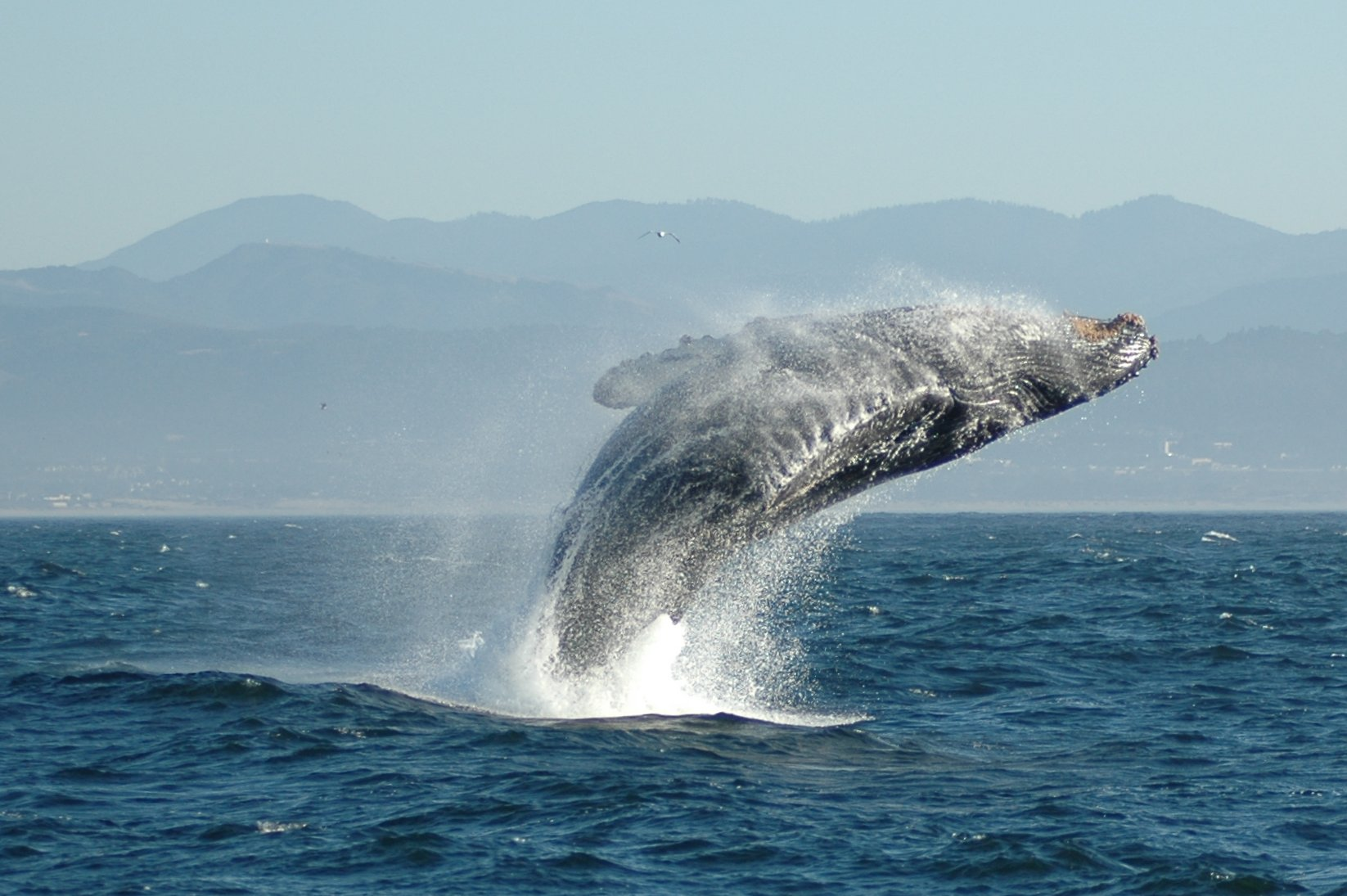
Keporkak

Velryba je mořský savec z řádu kytovci (Cetacea). Patří mezi největší živočichy žijící na Zemi. Živí se planktonem. Předkové velryb byli čtvernozí savci, žijící na souši v blízkosti vodních toků, kteří se postupně adaptovali na život ve vodě.
Zpravidla se jako velryby označují příslušníci podřádu kosticovců, ale i mnoho ozubených kytovců je označováno jako velryby, zvláště pak velké druhy, jako je kosatka dravá, kulohlavec černý, běluha, narval, vorvaň a další.
Následující kytovci mají v češtině rodové jméno velryba:
- Velryba grónská (Balaena mysticetus)
- Velryba černá (Eubalaena glacialis)
- Velryba jižní (Eubalaena australis)

Všechny druhy patří do čeledi velrybovití.